# Ana María Orozco
Ana María Orozco Aristizábal (Bogotá, Colômbia, 4 de julho de 1973) é uma atriz colombiana de cinema, teatro e televisão. Um de seus trabalhos mais memoráveis foi na novela Perro Amor de 1998, em que interpretou Verónica Murillo, papel que lhe rendeu o prêmio Simón Bolívar como Melhor Atriz de Elenco e o prêmio Shock como Melhor Atriz Juvenil. É reconhecida em muitos países, por seu papel como Betty, na telenovela Yo soy Betty, la fea (Bety, a Feia, no Brasil), por esta atuação ganhou o prêmio India Catalina de Colômbia (2000) como Melhor Atriz Principal, o prêmio Tv y Novelas da Colômbia (2001) como Melhor Atriz Protagonista de novela, o prêmio ACE (2001) como Figura Internacional Femenina e o prêmio INTE (2002) como a Atriz do Ano.

## Biografia
Ana María Orozco nasceu e cresceu em Bogotá, capital da Colômbia. Seu pai é Luis Fernando Orozco, um ator, sua mãe é Carmenza Aristizábal, uma locutora de rádio e tem duas irmãs, Juliana e Verônica Orozco, que também é atriz. Desde a infância mostrou interesse em tudo relacionado às artes cênicas, o seu pai foi seu professor, conselheiro e crítico e também estudou atuação com professores como Jairo Soto, Julio César Luna e Sergio Osorio.
Em abril de 1999, ela se casou com o ator Julián Arango, mas o casamento durou apenas 10 meses. Em 2002, viajou para Índia, onde estudou cerâmica e pintura. Mais tarde, a atriz visitou a cidade de Nova Iorque para aperfeiçoar seus estudos de atuação e ali conheceu no ano de 2003 o músico argentino Martín Quaglia. Em 2004, Orozco passou a residir em Buenos Aires (Argentina). A atriz e Martín Quaglia se casaram em 5 de dezembro de 2005 e tiveram duas filhas, Lucrécia, a primogênita nasceu em 11 de junho de 2004, em Bogotá e a segunda filha, Mía nasceu em fevereiro de 2010, em Buenos Aires. O casamento terminou em 2012.

## Carreira
Sua primeira aparição na televisão foi no ano de 1973 na novela La envidia no papel de Nana (filha dos protagonistas). Aos dez anos de idade, ela começou sua carreira de atriz com pequenos papéis em séries de televisão na Colômbia como Pequeños gigantes, Imagínate e Don Camilo. Na década de 1990 integrou o elenco de diversas telenovelas, entre elas: Sangre de lobos, La potra zaina, Flor de Oro, La huella de tus besos e Tiempos difíciles. Memorável a atuação da atriz como a secretária Verónica Murillo na novela Perro Amor de 1998. Por seu desempenho, recebeu o prêmio Simón Bolívar como Melhor Atriz de Elenco e o prêmio Shock como Melhor Atriz Juvenil. Estrela da novela colombiana Yo soy Betty, la fea exibida pela emissora colombiana RCN entre 25 de outubro de 1999  á 8 de maio de 2001, com o papel de Betty (uma jovem economista e sonhadora, que sofre todo tipo de preconceito por não ser uma pessoa bonita), que a tornou conhecida em muitos países e recebeu o prêmio India Catalina de Colômbia (2000) como Melhor Atriz Principal, o prêmio Tv y Novelas da Colômbia (2001) como Melhor Atriz Protagonista de novela, o prêmio ACE (2001) como Figura Internacional Femenina e o prêmio INTE (2002) como a Atriz do Ano.
Participou de várias séries como Almas de piedra (1994), onde conseguiu o seu primeiro papel como protagonista. Protagonizou a série de televisão Ecomoda, continuação da telenovela Yo soy Betty, la fea, estreou em 2 de dezembro de 2001 na emissora Univision (Estados Unidos), composta de uma temporada de 26 episódios e terminou em 2 de junho de 2002. Trabalhou nas duas temporadas da versão para a Colômbia e o Equador da série Desperate housewives, rebatizada como Amas de Casa Desesperadas. Na comédia romântica Oportunidades (2008), o programa especial da Fundación Huésped pelo Dia Mundial de Combate à AIDS, interpretou a enfermeira Celia. Em 2011, realizou uma participação especial na telecomédia argentina do género policial Los Únicos, encarnando a personagem Gabriela Montillo (uma agente da central colombiana). Em 2012, ela atuou na comédia romântica Mi problema con las mujeres como Verónica Belforte (chefe do José Salinas), produzida pela Telefe, na Argentina e durante esse mesmo ano e no ano 2013, trabalhou na série Ciclo: "Cine para enamorarse", do canal Cosmopolitan TV.
No teatro, Ana María Orozco estreou em 2002 na encenação da peça Muelle Oeste, sob direção de Heidi Abderhalden, interpretando a personagem Monique. Sua estreia no cinema ocorreu em 2003 no filme El Colombian Dream, com direção de Felipe Aljure, encarnando a personagem Nicole (esposa do "Susy" Arango). Em 2006, a atriz participou do filme El ratón Pérez, dirigido por Juan Pablo Buscarini, em que fez o papel de Pilar.
Em 2011, Orozco recebeu o reconhecimento do FyMTI (Festival y Mercado de TV-Ficción Internacional) e do MICA (Mercado de Industrias Culturales Argentinas) pelo seu trabalho na telenovela Yo soy Betty, la fea.  Em novembro de 2013, a atriz ganhou um prêmio especial da Câmara Municipal de Tandil (Argentina) como visitante ilustre na décima edição do Festival Tandil Cortos.
Em janeiro de 2014, Ana Maria volta as novelas em Somos Familia na emissora Telefe (Argentina), interpretando as personagens Manuela Paz (jornalista jovem e bem sucedida, que aos 15 anos foi mãe, mas os pais dela deram o bebê para adoção acreditando que era melhor para sua vida) e Ramona (empregada da família Miranda).

### Telenovelas
| Ano       | Título                 | Papel                        | Notas        |
| --------- | ---------------------- | ---------------------------- | ------------ |
| 1973/4    | La envidia             | Nana                         |              |
| 1991      | Sangre de lobos        | Belinda                      |              |
| 1993      | La potra zaina         | Magdalena Ahumada            |              |
| 1995      | Flor de Oro            | Anita                        |              |
| 1996      | La huella de tus besos | Lucía                        |              |
| 1997      | Tiempos difíciles      | Maestra Sarita               |              |
| 1998      | Perro Amor             | Verónica Murillo             |              |
| 1999/2001 | Yo soy Betty, la fea   | Beatriz Aurora Pinzón Solano | Protagonista |
| 2014      | Somos Familia          | Manuela Paz/Ramona           | Protagonista |

### Séries / Minisséries
| Ano     | Título                                                         | Papel                     | Notas                                  |
| ------- | -------------------------------------------------------------- | ------------------------- | -------------------------------------- |
| 1983    | Pequeños gigantes                                              |                           |                                        |
| 1987    | Imagínate                                                      |                           |                                        |
| 1988    | Don Camilo                                                     |                           |                                        |
| 1988    | Generación 21                                                  |                           |                                        |
| 1990    | Los duros en acción                                            |                           |                                        |
| 1994    | Almas de piedra                                                | Claudia                   |                                        |
| 1995    | O todos en la cama                                             |                           |                                        |
| 2001/2  | Ecomoda                                                        | Beatriz Pinzón de Mendoza | Protagonista                           |
| 2006    | Mujeres Asesinas: "Mara, Alucinada"                            | Mara                      |                                        |
| 2007    | Mujeres Asesinas: "Helena, Monja"                              | Helena                    |                                        |
| 2006/7  | Amas de Casa Desesperadas 1                                    | Susana Martínez           | Protagonista                           |
| 2007/8  | Amas de Casa Desesperadas 2                                    | Susana Martínez           | Protagonista                           |
| 2008    | Oportunidades                                                  | Celia                     | Programa especial da Fundación Huésped |
| 2011    | Los Únicos                                                     | Gabriela Montillo         | Participação especial                  |
| 2011    | Historias de la primera vez: "La primera vez que te pedí algo" | Verónica                  |                                        |
| 2012    | Mi problema con las mujeres                                    | Verónica Belforte         | Protagonista                           |
| 2012/13 | Ciclo: "Cine para enamorarse"                                  | Clara                     | Protagonista                           |

### Cinema
| Ano  | Título             | Papel  |
| ---- | ------------------ | ------ |
| 2003 | El Colombian Dream | Nicole |
| 2006 | El ratón Pérez     | Pilar  |

### Teatro
| Ano  | Título       | Papel   |
| ---- | ------------ | ------- |
| 2002 | Muelle Oeste | Monique |

## Prêmios e Indicações
| Ano  | Premiação               | Categoria                        | Nomeação      | Resultado |
| ---- | ----------------------- | -------------------------------- | ------------- | --------- |
| 1998 | Prêmio Shock            | Melhor Atriz Juvenil             | Perro Amor    | Venceu    |
| 1998 | Prèmio Simón Bolivar    | Melhor Atriz de Elenco           | Perro Amor    | Venceu    |
| 2000 | Prèmio India Catalina   | Melhor Atriz Principal           | Betty, a Feia | Venceu    |
| 2000 | 2 de Oro                | Melhor Atriz Internacional       | Betty, a Feia | Venceu    |
| 2000 | Tv Grama                | Melhor Atriz Internacional       | Betty, a Feia | Venceu    |
| 2000 | Tv Elenco               | Melhor Atriz                     | Betty, a Feia | Venceu    |
| 2001 | Tv y Novelas            | Melhor Atriz Principal de novela | Betty, a Feia | Venceu    |
| 2001 | Prêmio ACE              | Figura Internacional Femenina    | Betty, a Feia | Venceu    |
| 2002 | Grupo Editorial Correos | Personalidade TV do Ano          | Betty, a Feia | Venceu    |
| 2002 | Prêmio INTE             | Atriz do Ano                     | Betty, a Feia | Venceu    |